# Hyper Street Fighter II
Hyper Street Fighter II: The Anniversary Edition (japanska: ハイパーストリートファイターII -The Anniversary Edition-?) är ett man mot man-fightingspel utvecklat och utgivet av Capcom, ursprungligen till Playstation 2 i december 2003 i Japan och 2004 i Nordamerika och Asien. Spelet är en modifierad variant av Super Street Fighter II Turbo där man kan spela med alla huvudfigurer från de fem tidigare Street Fighter II-spelen. Spelet släpptes även som arkadspel.
Playstation 2-versionen släpptes ensam i Japan och Europa. I Nordamerika däremot släpptes det på samlingen Street Fighter Anniversary Collection, som också innehöll Street Fighter III 3rd Strike. Denna utgåva porterades även till Xbox.
På Playstation 2-skivan finns också filmen Street Fighter II: The Animated Movie.